# Китченко, Леонтий Иванович
Леонтий Иванович Китченко — советский хозяйственный и государственный деятель, Герой Социалистического Труда.

## Биография
Родился в 1907 году в селе Китченковка Краснокутской волости Богодуховского уезда Харьковской губернии. Член КПСС.
Участник Великой Отечественной войны: командир роты 71-го (с декабря 1942 года — 166-го гвардейского) стрелкового полка 261-й стрелковой дивизии в составе Черноморской группы Закавказского фронта
В 1945—1970 — директор свеклосовхоза «Индустриальный» Министерства пищевой промышленности СССР в селе Огурцовка Шевченковского района Харьковской области Украинской ССР.
Указом Президиума Верховного Совета СССР от 30 апреля 1948 года за получение высоких урожаев пшеницы, ржи и сахарной свёклы при выполнении совхозами плана сдачи государству сельскохозяйственных продуктов в 1947 году и обеспеченности семенами зерновых культур для весеннего сева 1948 года, присвоено звание Героя Социалистического Труда с вручением ордена Ленина и золотой медали «Серп и Молот».
Делегат XXIII съезда КПСС.
Умер в 1985 году в Харькове.

## Награды и звания
- Герой Социалистического Труда (30.04.1948)
- Орден Ленина (30.04.1948; 26.02.1958)
- Орден Трудового Красного Знамени (22.03.1966)
- Медаль «За отвагу» (02.04.1943)